# Бадеборн

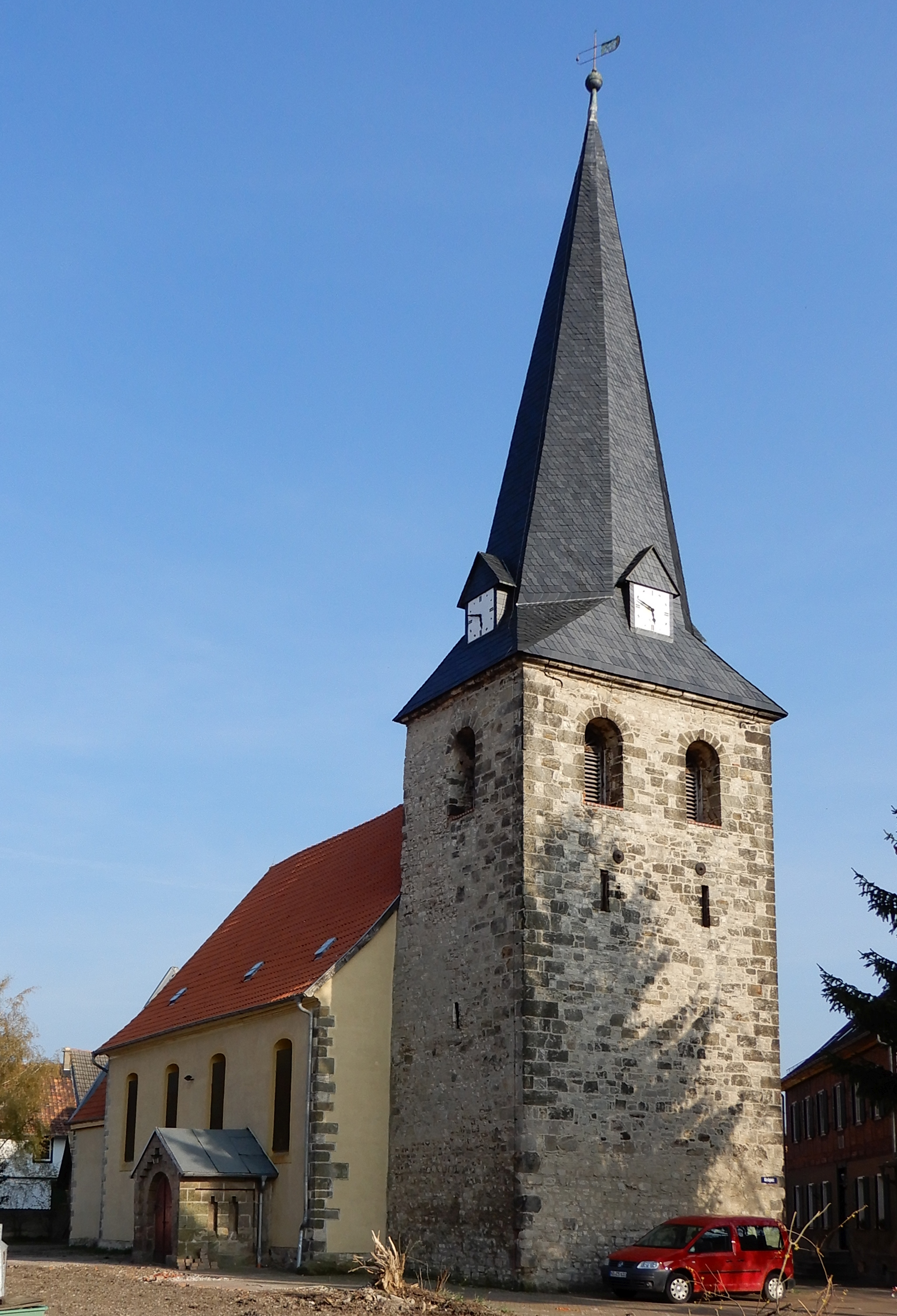
Церковь Святого Вита

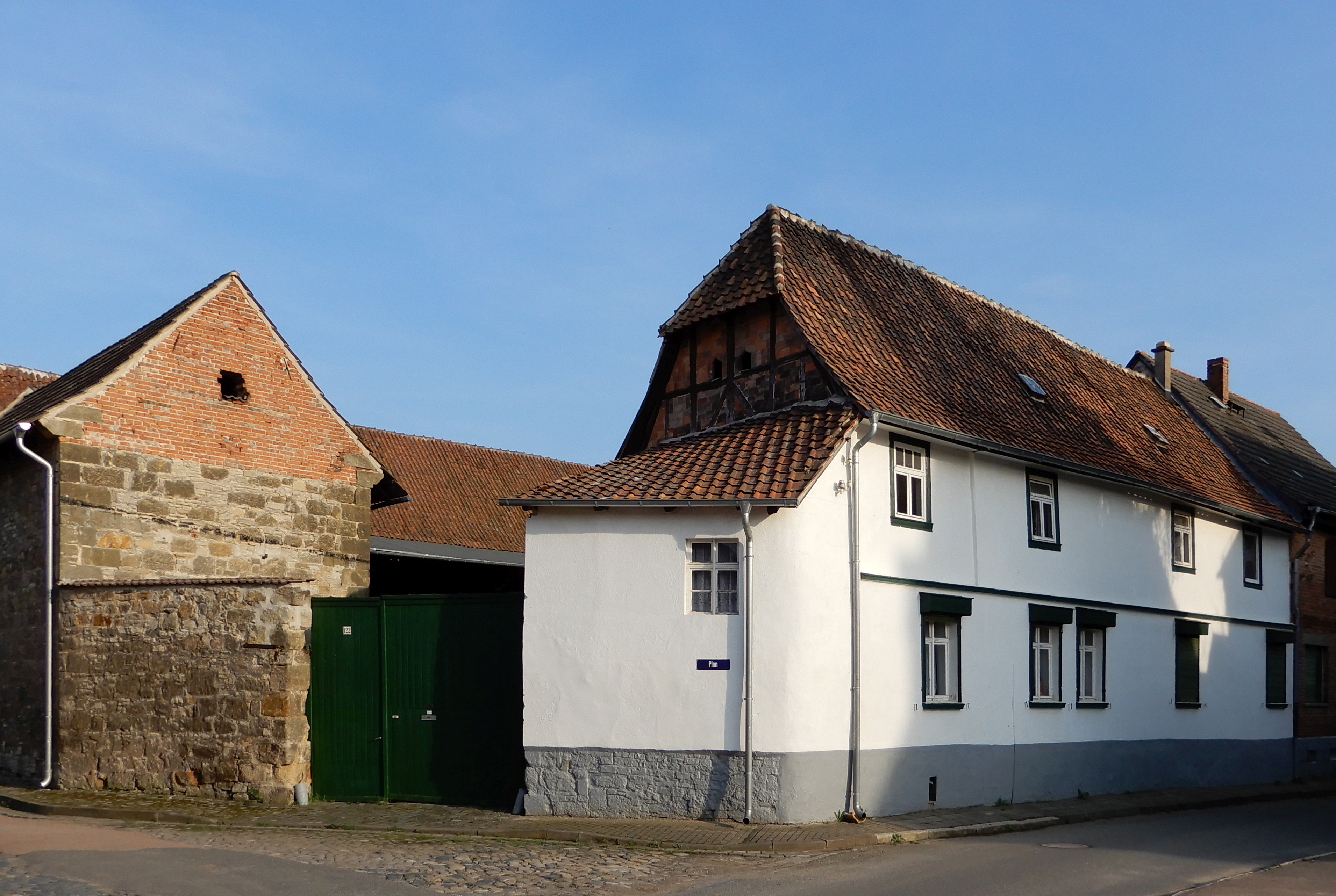
Ферма в центре города

Бадеборн — район города Балленштедт в округе Гарц в немецкой земле Саксония-Анхальт.

## География
Бадеборн находится в 6 км к северу от Балленштедта, в восточных предгорьях Гарца. Следующие крупные города — Кведлинбург на западе и Ашерслебен на востоке. К северу от Бадеборна проходит федеральная трасса 6, к югу от федеральной трассы 185.

## История
Данная местность впервые упоминается в 961 году в документе короля Оттона II как Бедеберн, который являлся одним из старейших задокументированных городов в Гарце.
Бадеборн привлек внимание всей страны благодаря ставкам в 1980-х годах. Частное пари 1984 года, содержание которого заключалось в том, чтобы в течение ограниченного периода времени перекатить заполненный водой пивной бочонок из соседнего городка Хойм в Бадеборн.
1 августа 2002 года деревня стала частью города Балленштедт в рамках реформы местного самоуправления.

## Культура
В селе есть два клуба и несколько частных групп, занимающихся культурной деятельностью. Несколько раз в год в селе устраивают официальные фестивали, некоторые из которых известны на всю страну и привлекают множество посетителей. К ним относятся фестиваль винтовки и родины местного стрелкового клуба и уже несколько лет набирающая популярность «выставка старинных автомобилей» друзей старинных автомобилей Бадеборна. Оба мероприятия проводятся в летние месяцы.
На территории района расположены футбольные клубы «Schwarz-Weiß Badeborn», «Schützenverein, 1895 e. В. Badeborn» и боулинг-клуб KSV 1954 Badeborn e. 

## Достопримечательности

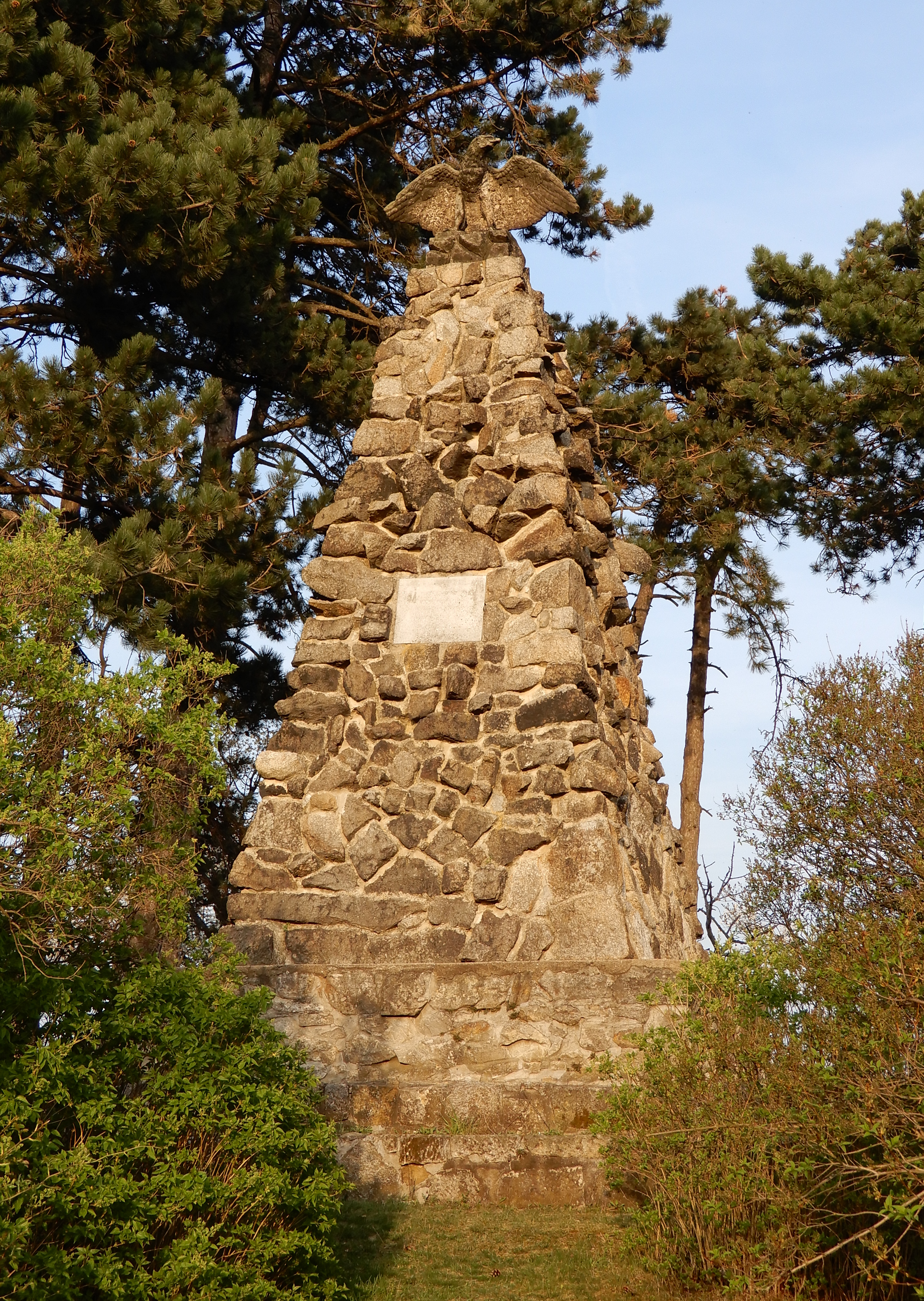
Военный мемориал на холме славы

- На реке Румберг из бутовых камней воздвигнут военный мемориал погибшим во франко-прусской войне 1870/71 гг.
- Евангелическая церковь Св. Вити XVI века.
- В двух километрах к югу от Балленштедта находится аэродром Балленштедт. Над аэродромом расположены маленькие и большие каменные плиты, как у самых восточных предгорий Тойфельсмауэра.
- В селе есть несколько типичных среднегерманских хуторов с прямоугольным двором, вокруг которого жилые дома и хозяйственные постройки объединены в четырехсторонний двор.
- Место захоронения и мемориала убитым узникам концлагерей, убитым эсэсовцами под Бадеборном во время марша смерти из Лангенштейн-Цвиберге в апреле 1945 года. Расположено 200 метрах от южного выезда из города в направлении Балленштедта.

## Бизнес
В Бадеборне присутствуют представители малого и среднего бизнеса, некоторые из которых продают свою продукцию по всей стране. К ним относятся гастрономическая компания, бетонный завод, слесарная и металлургическая компания, компания по отоплению и сантехнике и поставщик транспортных услуг.